# Кинематограф Йемена
Кинематограф Йемена находится в зачаточном состоянии, на 2013 год только 4 фильма были полностью сняты в Йемене. Выпущенный в 2005 году «Новый день в старой Сане» был первым йеменским фильмом.
В августе 2008 года министр внутренних дел Йемена Мутахар Аль-Масри поддержал создание нового полнометражного фильма для информировании общественности о последствиях исламского экстремизма. «Проигравшая ставка» была произведена Фадль Аль-Ольфи. По сюжету два Йеменских джихадиста возвращаются в страну после долгой жизни за границей. Они отправлены домой Аль-Каидой для вербовки новых членов и выполняют смертельно опасные операции в Йемене.

## Йеменские фильмы
- The Mulberry House (Йемен/Сирия/Египет/Великобритания/ОАЭ; 2013)
- Karama Has No Walls (Йемен/ОАЭ; 2012)
- The Losing Bet (2008)
- A New Day in Old Sana'a (2005)

## Фильмы, снятые в Йемене
- The Mulberry House (Йемен/Сирия/Египет/Великобритания/ОАЭ; 2013)
- Karama Has No Walls (Йемен/ОАЭ; 2012)
- The English Sheik and the Yemeni Gentleman (США; 2000)
- Il fiore delle mille e una notte (Италия; 1974)
- Le Mura di Sana (Италия; 1964)
- Le Schiave Esistono Ancora (Италия; 1964)

## Список режиссёров Йемена
- Бадер Бен Хирси
- Сара Ишак
- Хадиджа ас-Салами

## Внешние ссылки
- Интервью Бадер Бен Хирси Архивная копия от 22 марта 2016 на Wayback Machine
- Кинотеатры статьи о Йемене
- Статья о правила полемики обязательств
- Статья "галф Ньюз" о 'новый день в старой Сане'
- Интервью с актрисой Йемена Najla Атеф
- Статья о том, как новый день в старой Сане' Архивная копия от 4 марта 2016 на Wayback Machine
- Интервью Бадер Бен Хирси
- Обзор 'новый день в старой Сане' Архивная копия от 19 ноября 2007 на Wayback Machine
- Вход IMDB для Йемена Архивная копия от 21 марта 2007 на Wayback Machine
- 'Йемен через фильмы на раз Йемен